# Niidiküla
Koordinaten: 58° 51′ N, 22° 50′ O
Niidiküla ist ein Dorf (estnisch küla) in der Landgemeinde Hiiumaa (bis 2017: Landgemeinde Käina). Es liegt auf der zweitgrößten estnischen Insel Hiiumaa (deutsch Dagö).
Niidiküla hat 13 Einwohner (Stand 31. Dezember 2011).